# 相沢友子
相沢 友子（あいざわ ともこ、1971年5月10日 - ）は、日本の脚本家。脚本家以前はシンガーソングライター、女優として活動していた。東京都出身。

## 略歴・人物
高等学校在学中より文化放送でコンサート・リポーターを務め、詞を書いていたところソニーミュージックのスタッフに歌うことを勧められ、1991年3月、19歳の時にシングル「Discolor days」にて歌手デビュー。その後、ホリプロ所属の女優としても活動しながら、4枚のアルバムを発表している。シンガーソングライターであり、加藤いづみとも親交が深く、アルバムにも楽曲を提供している。
デビューから長らく歌手兼女優であったが、ソニーとホリプロとの契約を解消し、フリーとなる。フリー直後に、ホリプロ時代のマネージャーに「小説を書き、賞を狙ってみては？」と勧められ、1999年に第15回太宰治賞の最終候補作に小説『COVER』がノミネートされた。当時、相沢は「その当時は藁にもすがる思いでした。音楽の道がうまくいかなくて、事務所との契約が切れて、本当に一時期何もしてない時期があって。私はほぼ歌詞しか書いていなかったので、やれることといったら書くことだなと思って、小説『COVER』を書いた」と述懐している。その結果をもって、前述のマネージャーの紹介で共同テレビジョンの小椋久雄に脚本執筆の指導を受け、2000年に『世にも奇妙な物語』で「記憶リセット」で脚本家デビューした。
2003年にアメリカ合衆国で発生した大停電を題材とするドキュメンタリー『ニューヨーク大停電の夜に』（NHKハイビジョン、構成・源孝志）で語りを務める。その後、同事件をエピソードとして、2005年に源孝志と共同で映画『大停電の夜に』の脚本を手がけた。
2009年に放映された『重力ピエロ』の脚本を手がけたきっかけについて、相沢がパーソナリティーを務めていたラジオ番組の常連リスナーで、伊坂幸太郎の担当編集者から、「素晴らしいからぜひ読んでほしい」と小説を送付され、即座に相沢が映像化を申し入れたとしている。相沢によれば、「物語の肌触りは軽やか。けれど、世の中的な常識に人が流れされて生きていることへのロック魂が隠されていることに共感した」という。伊坂は映像化に積極的でなかったが許諾し、最大の魅力を損なうことなく小説のコンテクストをそのまま映像に置換しようと努めたという。なお、『読売新聞』の福永聖二は、「異論もあるだろうが、伊坂作品の精神を尊重しつつ、より自然な流れを作った」と評している。
2013年に放送された『ビブリア古書堂の事件手帖』について相沢は、「ていねいに話を積み上げてファンタジックに作っていきたい」とし、古書業界の用語を各所に挿入するなどして、作品の世界観を伝えようとしたという。また、剛力彩芽がキャスティングされたことについて、「たしかに栞子とは外見のイメージが違いますが、剛力さんは黙ってじっとしているとミステリアスなムードを持っている」とし、「彼女の“静”の部分を出すと新鮮なものになると確信できたので、栞子を剛力さんのイメージに近づけるのではなく、剛力さんが物語に寄り添っていけるような脚本を心がけ」たと述べている。
2015年に放送された『私の青おに』について相沢は、「人の温かさが伝わるストーリー。高畠町の持っている風景の力強さを伝えたい」としている。なお、主演で辻村莉子役を演じた村川絵梨は、「脚本を読んだ時から、すごく自分と重なる部分があって。そういう意味ではとても自然に莉子という役に向き合うことができました」と述べている。
リアルサウンドのインタビューによれば、相沢はト書きに「私はうるさいぐらいに、『ここで相手を見る』とか、『ここで顔を上げる』とか、目の動きまで書く」とし、「あとは現場で好きにしていただいて構わないですけど、私のイメージはできる限り伝えよう」と演出に一任しているという。また、以心伝心と言えるほど、互いに分かりあう役者や監督・演出家と仕事ができると嬉しいとし、『恋ノチカラ』で主演を務めた深津絵里に関して「天才的な役者さんですけど、びっくりするぐらい汲み取って返してくれて。自分の想像を超えてくるお芝居を役者さんがしてくれることもたくさんあります。お互いに響き合って、奇跡的に合致したときは感動しますね」と述べている。
アーティストの友人に、加藤いづみや相馬裕子などがいる。

## 主な脚本作品

### テレビドラマ
1999年
- DG TV DI:GA「UNIVERSE」「SNOW KISS」「Love Things」

2000年
- 世にも奇妙な物語 春の特別編「記憶リセット」
- 悪いこと「盗む」
- やまとなでしこ

2001年
- 17年目のパパへ
- ココだけの話「不機嫌なめざめ」
- 私を旅館に連れてって
- 江國香織クリスマス・ドラマスペシャル「温かなお皿」

2002年
- 世にも奇妙な物語 秋の特別編「昨日の君は別の君 明日の私は別の私」
- LOVE & PEACE（DVD）「君がいるだけで特別な街、特別な場所」「Thanks」
- 恋ノチカラ

2003年
- 天国のダイスケへ〜箱根駅伝が結んだ絆〜
- いつもふたりで
- エ・アロール

2004年
- めだか

2007年
- 秋の特別編「48%の恋」

2008年
- 鹿男あをによし

2010年
- ギルティ 悪魔と契約した女

2012年
- 鍵のかかった部屋

2013年
- ビブリア古書堂の事件手帖
- 女と男の熱帯

2014年
- 鍵のかかった部屋 SP
- 失恋ショコラティエ

2015年
- 紅雲町珈琲屋こよみ
- 私の青おに

2017年
- 人は見た目が100パーセント
- 龍馬 最後の30日
- 龍馬 最後の遺言

2019年
- トレース〜科捜研の男〜

2022年
- ミステリと言う勿れ

2023年
- ミステリと言う勿れ　特別編
- セクシー田中さん

### 映画
2000年
- 世にも奇妙な物語 映画の特別編「結婚シミュレーター」

2005年
- 大停電の夜に

2009年
- 重力ピエロ

2010年
- 東京島

2011年
- プリンセス トヨトミ

2015年
- 脳内ポイズンベリー

2017年
- 本能寺ホテル

2021年
- さんかく窓の外側は夜

2023年
- ミステリと言う勿れ

### 配信ドラマ
- 僕だけが17歳の世界で（2020年、AbemaTV）[38]
- 金魚妻（2022年、Netflix）[注 8][39]

### ラジオドラマ
- LOVE = Platinum 恋愛パズル（2010年）[33]

## 書籍
- 筑摩書房編集部・編『太宰治賞 1999』（「Cover」収録、1999年、筑摩書房）ISBN 4480803483
- 阿川佐和子ほか『ああ、恥ずかし』（コラム収録、2003年、新潮社〈新潮文庫〉）ISBN 978-4101201214

## 主な出演作

### ドラマ
- 僕らに愛を!（1995年、フジテレビ） - 沢井薫子 役
- 総理と呼ばないで（1997年、フジテレビ） - 事務員 役

### ラジオ
- スーパーギャング（TBSラジオ）
- 相沢友子のGIRLS BE AMBITIOUS

### CM
- チョーヤ梅酒 - CM中の楽曲は相沢友子の「女の子たち」である。

## ディスコグラフィ
CBS・ソニー（1991）
Sony Records（1992 - 1996）

### シングル
1. Discolor Days（1991年3月21日）
2. サヨナラ（1992年1月22日）
3. Thanks（1994年7月21日）
4. 女の子たち（1994年10月1日）
5. カラッポの記念日（1995年1月21日、TBS『とっても母娘』主題歌）
6. 僕のせいじゃない（1996年3月21日）

### アルバム
1. 部屋のない扉（1991年3月21日）
2. アスベストの海の中を（1992年2月21日）
3. 胸の音（1994年8月21日）
4. 安心毛布（1996年6月21日）